# Cretaquarium
Cretaquarium ou aquarium de Crète est un aquarium situé dans la ville de Goúrnes en Crète, à environ 15 km à l'est d'Héraklion. L'aquarium est situé sur l'ancienne base aérienne américaine d'Héraklion (en).